# 武蔵不破麻呂
武蔵 不破麻呂（むさし の ふわまろ、生没年不詳）は、奈良時代の貴族。氏姓は丈部直のち武蔵宿禰。官位は従五位上・左衛士員外佐。

## 出自
『続日本紀』によれば、神護景雲元年（767年）に丈部直不破麻呂が武蔵宿禰を賜り、武蔵国造に任じられたという。後世の系図では、不破麻呂は足立郡司・大部直（おおとものあたい、大伴部直・大伴直に同じ）古麿の子ともされるが、その系図の信憑性は問題があり信用ができない。

## 経歴
武蔵国の人。
天平宝字8年（764年）藤原仲麻呂の乱の功績を賞する叙位に際して、不破麻呂は外従五位下に叙せられる。のち武官を務めていることから、乱で武功を挙げたとされる。
のち近衛員外少将を経て、神護景雲元年（767年）下総員外介を兼ね、まもなく不破麻呂を含む一族6名が丈部直から武蔵宿禰に改姓し、さらに武蔵国造となった。神護景雲3年（769年）上総員外介に任ぜられ、称徳朝末の神護景雲3年（769年）内位の従五位上に至る。
光仁朝の宝亀4年（773年）左衛士員外佐の官職にあったが、主税助・日置道形や左京大進・尾張豊人らとともに大和国の佐保川の堤の修復を担当している。武蔵国造と左衛士佐との兼任について、肩書に武蔵国造とはあっても郡領は見あたらず、郡司は務めずに近衛員外少将や左衛士員外佐などの京官に終始したらしい。租庸租税の収取を行うなど重要な在地職である郡司と京官とを兼任することは、困難だったとみられる。
『更級日記』には、衛士として都に上り、皇女とともに武蔵国に帰還し一国を宰領するまで出世したという竹芝の男の伝説が物語られているが、この主人公に不破麻呂の姿が色濃く反映されていると言われている。

## 官歴
注記のないものは『続日本紀』による。
- 時期不詳：正六位上
- 天平宝字8年（764年）10月7日：外従五位下
- 時期不詳：近衛員外少将
- 神護景雲元年（767年） 8月29日：下総員外介、近衛員外少将如故。12月6日：丈部直から武蔵宿禰に改姓。12月8日：武蔵国造
- 神護景雲3年（769年） 6月9日：上総員外介。8月5日：従五位上（内位）
- 宝亀4年（773年） 2月8日：見左衛士員外佐[5]

## 系譜
「西角井系図」では丈部家刀自が娘にいたとされるが、森田悌はこれを否定しており、むしろ姉妹か姑であったと推察している。